# 神戸朝日ビル
神戸朝日ビル（こうべあさひビル）は、兵庫県神戸市中央区の旧居留地に建つ超高層複合ビル。従前所在した神戸朝日会館についても記載する。

## 概要
神戸旧居留地都市景観地区の北側に位置する神戸朝日会館跡地に建てられた複合ビルである。当初は、現代建築に建て替える計画もあったが、神戸市民にとって旧会館は特別な思い入れのある建物であったため、市民や市からは、何とかこの建物を残して欲しいとの要望が起こった。そうした状況を踏まえ、建築主をはじめ旧居留地の洋風近代建築の保存運動をしている市民の代表者や、市の都市景観係の人々が協議を重ねた結果、いったん旧会館を解体し、「神戸朝日会館」の歴史性、物語性を継承発展させるために、外壁を原則的に復元再生し、内部は現代的な機能に合うように建て替える手法を採用し、余った容積で復元部分の上部に、現代的なオフィスビルを建築することになった。これによって、建設コストはかなりアップしたが、復元保存再生の意義に建築主も賛同し、保存運動を進めていた団体からも一定の評価を得た。
第36回BCS賞受賞。

### 建物構成
地下と地上6階までが低層部で復元再生部分となり、その上の地上7階から25階までが高層部でアルミとガラスカーテンウォールによって構成される。低層階の外壁は以前の神戸朝日会館の外観を復元した重厚なテラコッタ造りになっている。
低層部
地階は、当初多目的ホールだったが、2001年（平成13年）9月、3スクリーンのミニシアター「シネ・リーブル神戸」がオープンした。
1階のピロティは、3階までの吹き抜け空間に面して店舗を配置。毎年クリスマスシーズンには実物もみの木を使ったトイデコレーションが行われる他、様々なイベントが開催されている。
4階の「神戸朝日ホール」は、大阪・中之島にあるフェスティバルホールの姉妹ホールとして、吹奏楽や合唱などのコンサートや演劇、シンポジウムなどに利用され、2017年～20年には「シネ・リーブル神戸アネックス」として貸し出されたが、ここ3年間ほど使われていなかった。この度、イスや床などリニューアル工事を終え、2023年（令和5年）9月、6年ぶりにホールとして再オープンする。
高層部
オフィスは、7階から25階の19フロアで、正方形の四隅を落とした平面を持ち、低層部の形を受け継ぎ、南東隅にエレベーターや階段のあるコアを配している。

## 神戸朝日会館
関西を代表する建築家であった渡辺節が設計し、1934年（昭和9年）に神戸証券取引所として建てられた。イオニア式の桂頭を持つ柱が付けられた緩やかにカーブした壁面を持つ特徴のある建物で、旧居留地のシンボルといえる建物であった。
戦後は米軍の陸軍病院として接収され、接収解除後は、映画館、貸事務所、飲食店街の「神戸朝日会館」として神戸市民に親しまれた。

## 交通アクセス
- 神戸市営地下鉄海岸線 旧居留地・大丸前駅 徒歩3分
- JR・阪神 元町駅 徒歩5分
- 神戸市営地下鉄西神・山手線 三宮駅 徒歩6分
- JR 三ノ宮駅 徒歩8分
- 阪急 神戸三宮駅 徒歩8分
- ポートライナー 三宮駅 徒歩8分